# Coper
Cet article possède des paronymes, voir Caupert et Copper.
Coper est une municipalité située dans le département de Boyacá, en Colombie.